# Andisleben
Andisleben est une commune allemande de l'arrondissement de Sömmerda, Land de Thuringe.

## Géographie
Andisleben se situe sur la Gera.
|         | Gebesee     |           |
| Dachwig | Andisleben  | Ringleben |
|         | Walschleben |           |

Andisleben se trouve sur la Bundesstraße 4.

## Histoire
Andisleben est mentionné pour la première fois en 815 dans un document de l'abbaye d'Hersfeld. En 1309, les soldats d'Erfurt détruisent le château-fort.
Pendant la Seconde Guerre mondiale, des hommes et des femmes de Pologne et d'Ukraine (28 personnes) sont contraints à des travaux agricoles.
Le 10 avril 1945, les soldats allemands se trouvent à Hinteranger. À midi, l'armée américaine commence à pilonner le village ; le pignon ouest de l'église et 28 maisons sont touchés, l'effondrement d'un toit fait cinq morts. Quatre soldats allemands sont tués, la Wehrmacht fuit vers Walschleben. Dans l'après-midi, le maire Paul Schütz dresse un drapeau blanc sur le clocher. Les Américains entrent dans Andisleben. Les soldats allemands sont enterrés dans une fosse commune.